# W51SA
W51SA（だぶりゅーごーいちえすえー）は、三洋電機（大阪、現・京セラ SANYOブランド）が日本国内向けに開発した、auブランドを展開するKDDIおよび沖縄セルラー電話のCDMA 1X WIN対応携帯電話である。

## 特徴
三洋端末としてはロングセラーとなったW31SA/SA II以来のスライド型である。W43SAに引き続きワンセグ機能を搭載し、新たにLISMO!ビデオクリップやオープンアプリプレイヤー・三洋端末初のおサイフケータイ(EZ FeliCa)・auケータイクーポンにも対応。W32SAで好評だったFMトランスミッターも搭載されている。データフォルダ容量はW52Tとほぼ同等の1GBであり、microSDと併用すれば最大約3GBのメモリを使用できる。

## 沿革
- 2007年（平成19年）1月16日 - KDDI、および三洋電機（大阪）より公式発表。
- 2007年2月9日 - 全国にて一斉発売。
- 2007年7月 - 販売終了。
- 2012年（平成24年）7月22日 - L800MHz帯（旧800MHz帯・CDMA Band-Class 3）によるサービス停波。以降は2GHz帯（CDMA Band-Class 6）のみのサポートとなる。
- 2022年（令和4年）3月31日 - 3Gサービスの完全終了・完全停波により当端末は利用不可となる[2]。

## 機能および対応サービス
- au Smart Sports（アプリのダウンロードが必要）
- EZチャンネルプラス
- EZニュースフラッシュ
- デコレーションメール
- PCサイトビューアー
- au LISTEN MOBILE SERVICE（ビデオクリップ対応）
- 着うたフル
- Hello Messenger
- EZナビウォーク（声de入力・3Dナビ）
- EZ助手席ナビ
- EZテレビ（ワンセグ）
- EZ・FM
- EZ FeliCa
- 赤外線通信
- バックグラウンド受信
- SD-Audio (AAC)
- SD-Video
- 安心ナビ
- オープンアプリプレイヤー
- うごモジメール
- 日めくり手帳
- からくり時計
- パシャ文字

## 不具合
2008年（平成20年）8月22日に以下の不具合の修正がケータイアップデートにより行われた。
- 稀にケータイサイトの会員登録や登録済サイトへの接続ができない場合がある

## 注
1. ↑  2012年（平成24年）7月23日より利用不可
2. ↑  「CDMA 1X WIN」サービスの終了について - KDDI 2018年11月16日